# Santuario dei Morti della Fossetta
Il santuario dei Morti della Fossetta o di San Rocco venne costruito a Ghedi dal 1683 in poi per dare suffragio ai morti di peste. Quest'opera fu a lungo ostacolata dalle gerarchie ecclesiastiche, in quanto rappresentante un culto nato dal popolo e visto come una specie di superstizione. Sotto il cornicione perimetrale interno della chiesa, tuttavia, vi è scritto:
(Mach., II libro, 12, 46)

## Storia
Ghedi fu sin dall'antichità sede di un insediamento umano. Questo lo si deduce dal ritrovamento di diversi resti risalenti addirittura al II millennio a.C. e dalla scoperta di tombe del periodo romano nei pressi della cascina Scovola e vicino alla trattoria I Santi. La creazione di cimiteri fuori dai centri abitati testimoniava la paura degli antichi nei confronti della morte. Dagli inizi del VI secolo d.C. cambiò però il trattamento dei corpi dei defunti. A garanzia della loro profanazione vennero seppelliti vicino alle tombe dei martiri. Tutti i morti tranne i morti di peste. In questo modo si crede siano nati tanti santuari di periferia e questa sembra essere l'origine del santuario dei Morti di Ghedi.
Sul portone di ingresso una scritta in latino ricorda che questa è: "Santella con elemosine di tutto il popolo della terra di Ghedi costruita a perpetua memoria di morti di peste nell'anno di nostro Signore 1630". Alcuni studiosi però affermano che in realtà la peste che diede origine al santuario fu quella del 1513 per la sua eccezionale gravità. La morte nera (così venne soprannominata) permise di riflettere su temi come il trionfo della morte e il dialogo tra i vivi e i morti. I morti di peste vennero sepolti in fosse comuni create fuori dai centri abitati per due motivi: prima di tutto perché si temeva il contagio dei vivi e in secondo luogo perché si credeva che qualcosa di straordinario fosse nascosto dietro questo evento, come se fosse il risultato della volontà divina. Tre furono i luoghi di sepoltura a Ghedi: in località San Lorenzo, ai Cherubietti e dove si trova oggi il santuario.
I morti di peste non avevano ricevuto alcun rito ed erano stati sepolti fuori dal cimitero consacrato. Secondo una leggenda dopo alcuni anni dalla peste, i contadini che d'estate andavano ad irrigare i campi, spesso si imbattevano in processioni notturne, che partendo dai Cherubietti attraversavano il paese passando per il cimitero per giungere al santuario dei Morti, come a supplicare una degna sepoltura degli appestati. La costruzione di una cappella implica la venerazione di questi morti. Anche se questi non erano santi, la straordinarietà del fatto li aveva resi simili ai martiri. Ciò portò alla costituzione di una sorta di culto "pagano". In questo santuario non si pregava più per la salvezza dei morti, ma si pregava perché i morti intercedessero per i vivi.
Nel 1665 vennero portati nell'ossario ubicato davanti all'altare anche i resti dei morti delle fosse di San Lorenzo e dei Cherubietti. Così i morti di peste ebbero infine la loro degna sepoltura.
Il nome di san Rocco apparve per la prima volta nel testo che seguiva la visita pastorale del vescovo Giorgi nel 1676. La chiesa venne intitolata a san Rocco il quale dopo la morte del padre, incominciò una vita da pellegrino e si prodigò nell'assistenza ai malati di peste. A Piacenza contrasse anche lui la peste e per qualche tempo si ritirò in un bosco dove guarì. Dopo la sua guarigione venne però incarcerato come spia e qui morì dopo qualche anno.
Nel 1682 il popolo e gli associati alla confraternita di San Rocco chiesero alla curia vescovile il permesso di poter costruire una chiesa più grande di una semplice cappella. Ed ottennero il permesso. Infatti nel 1683 iniziarono i lavori che porteranno alla costruzione del santuario così come appare oggi. Nel 1916 venne innalzata la torre campanaria come ringraziamento ai morti della Fossetta per aver vegliato sulle vite dei ghedesi al fronte. Infatti nei primi anni della grande guerra nessuno dei militari ghedesi morì.
Nonostante la gerarchia ecclesiastica cercasse in ogni modo di far dimenticare l'esistenza del santuario (già alla fine del 1708 il vescovo Bodoer in un suo decreto obbliga la chiusura della fossetta), il culto dei morti della Fossetta continuò ed addirittura si diffuse nella provincia bresciana. I morti avevano poteri taumaturgici, potevano guarire i malati e il bestiame e migliorare i raccolti. Negli anni 20 don Lorenzo Tracconaglia divenne il curato del santuario e lui stesso ebbe gli stessi poteri dei morti della Fossetta. Nel 1940 il vescovo Giacinto Tredici decise di mettere fine a questa devozione che veniva giudicata poco ortodossa. Per questo motivo ordinò la chiusura permanente della fossetta, in modo che quei teschi e quelle ossa non fossero più messi in mostra al popolo. Ma  l'abitudine di accendere ceri e portare fazzoletti o indumenti di persone malate al chiusino non si spense mai.
Dopo don Tracconaglia il santuario ebbe un periodo di abbandono. Nel 1978 venne creato un comitato popolare permanente con il compito di prendersi cura della chiesetta. Lo stesso anno l'allora parroco mons. Giacomo Pernigo non si oppose all'operato del comitato. Così venne riorganizzata la festa annuale di san Rocco il 16 agosto (oggi patrono del paese) e cominciò un progetto di restauro del santuario.

### Don Lorenzo Tracconaglia
Negli anni 20 del Novecento (alcune fonti indicano il 1921 altre il 1928) don Lorenzo Tracconaglia divenne curato del santuario dei Morti della Fossetta. Si dice che questo prete fosse un povero tra i poveri ma che fosse sempre disposto ad aiutare la gente. Si dice poi che fosse molto attivo e con poteri taumaturgici: benediceva i bachi da seta, scacciava i topi e si diceva che mettesse in atto anche riti esorcisti.
In una lettera al vescovo del 1938, don Lorenzo si lamentava della sua modestissima paga, del fatto che dovesse far svolgere ai propri parenti i compiti di sacrestano e che per ricevere piccole mance scoprisse la Fossetta dei Morti a chi aveva bisogno di miracoli. Questo ricordò al vescovo Mons. Giacinto Tredici che un culto improprio si svolgeva ancora presso il santuario. Così nel 1940 il vescovo ordinò la chiusura di quello che lui definì un "pozzetto" e che tutti gli ex voto che raffiguravano teschi fossero tolti dalle pareti della chiesa e chiusi in sagrestia.
Don Tracconaglia continuò a prendersi cura del santuario fino al 1967, non si sa però se abbia riaperto il chiusino. Gli ex voto hanno continuato a riempire le mura della chiesa.
Nel 1986 il Consiglio Comunale di Ghedi decise di intitolare una strada a Don Lorenzo Tracconaglia in quanto "fu un prete molto vicino alla gente".

## Descrizione
Il santuario dei Morti della Fossetta  è un piccolo edificio con un'unica navata, la facciata cuspidata e il frontone marcato da un cornicione. La facciata è costituita inoltre da un portone con timpano spezzato, da un finestrone centrale rettangolare e da due finestelle a lato del portone. Il campanile simbolico ex voto di un'intera comunità, è stato costruito in pietra bianca di Botticino.
All'interno si trova sull'altare la pala di Zanne Bozza raffigurante la Madonna di Loreto con il Bambino e sotto di lei alcuni santi: san Sebastiano, san Gottardo, san Rocco, san Martino e san Vincenzo. Nel 1903 il pittore Cesare Bertolotti dipinse la Gloria di San Rocco.
Il marmista e scultore Bruno Archetti ha provveduto alla pavimentazione del presbiterio e del sagrato, l'altare nuovo e il leggìo in marmo da lui donato durante i restauri degli anni ottanta.
In sacrestia si può trovare anche la statua di santa Teresa del Bambino Gesù, che il vescovo Tredici voleva rimuovere dalla chiesa insieme a tutti gli ex voto.

## Le tavolette ex voto
A testimonianza della devozione per i Morti della Fossetta e dei loro poteri taumaturgici sono state rinvenute nel santuario sessanta tavolette votive, ma pare che alcune siano state trafugate, perché si racconta che le pareti della chiesa ne fossero ricoperte.
Queste tavolette sono delle vere e proprie testimonianze dei miracoli avvenuti. Come si è già detto in questo santuario non si pregava per i morti ma per i vivi. Si chiedeva che i morti intercedessero per loro. Le persone andavano presso i morti per chiedere la guarigione di un proprio caro, o del proprio bestiame o per chiedere un raccolto abbondante. Se in cambio si otteneva una grazia allora il ricevente doveva ringraziare con qualcosa di tangibile.
Gli ex voto non erano solo tavolette di legno o  di tela dipinte. Si potevano trovare cuori d'argento o d'oro, gioielli, motivi ad uncinetto e fiori di stoffa. Nel 1980 sono state restaurate dalla scuola ENAIP di Botticino ed oggi si trovano in una stanza adiacente alla sagrestia. Ce ne sono del Seicento, Settecento, Ottocento e Novecento. L'ultimo è una pergamena del 2004 che ringrazia i Morti della Fossetta per una grazia ricevuta.
Il dipinto delle tavolette riproduce il momento in cui ci si è rivolti al santo o il momento in cui è avvenuto il miracolo. Generalmente nell'illustrazione compaiono il richiedente e il santo a cui si chiede l'intercessione. Nelle tavolette di Ghedi però compare sempre un altro soggetto. Nelle tavolette compaiono sempre dei teschi che rappresentano i Morti della Fossetta. I motivi che hanno portato all'atto votivo potevano essere diversi: incidenti con il carro, malattie degli adulti, malattie dei neonati, benedizione della famiglia, sparatorie ed incidenti vari. L'illustrazione era spesso accompagnata da una scritta che riportava il nome del ricevente, a volte il paese di residenza ed alcune sigle, come ad esempio: PGR (per grazia ricevuta), VFGR (voto fatto grazia ricevuta), GF (grazia fatta), GR (grazia ricevuta) e così via. In alcune tavole veniva anche descritta la grazia richiesta.
Le tavolette sono una documentazione storica e sociologica, che permettono di capire com'è cambiata la vita quotidiana nei diversi secoli. Rappresentano gesti, eventi, comportamenti, costumi, strumenti di lavoro della vita agricola, cure mediche e chirurgiche, mezzi di trasporto e mestieri vari.